# Dibrom trioxide
Dibrom trioxide là một hợp chất vô cơ gồm brom và oxy có công thức hóa học Br2O3. Nó là một chất rắn màu cam, ổn định dưới -40 ℃. Nó có cấu trúc Br−O−BrO2 (brom bromat). Liên kết Br−O−Br bị bẻ cong, với góc liên kết là 111,2°, và độ dài liên kết Br−O−BrO2 là 1,85 Å.

## Điều chế và phản ứng
Dibrom trioxide có thể được điều chế bằng cách cho dung dịch brom trong dichlormetan phản ứng với ozon ở nhiệt độ thấp. Nó không ổn định trong dung dịch kiềm, bị phân hủy thành Br− và BrO3−.